# Cebiv
Cebiv (in tedesco Promenhof) è un comune della Repubblica Ceca facente parte del distretto di Tachov, nella regione di Plzeň.